# Brickell Financial Centre Phase I
Le Brickell Financial Centre Phase I ou Brickell World Plaza at 600 Brickell est un gratte-ciel de 148 mètres de hauteur construit à Miami en Floride aux États-Unis de 2007 à 2011. 
Il est situé sur l'avenue Brickell.
L'immeuble comprend des bureaux sur 40 étages desservis par 17 ascenseurs.
L'architecte est l'agence RTKL Associates Inc devenue CallisonRTKL.